# Полевой сверчок
Полевой сверчок (лат. Gryllus campestris) — вид прямокрылых насекомых из семейства сверчков.
Распространён в Центральной и Южной Европе, Малой Азии, Северной Африке и Западной Азии. Предпочитает тёплые, солнечные луга и поля, светлые сосновые леса. Роет в земле норы глубиной 10—20 см и диаметром 2 см.

## Описание
Длина тела самцов от 19 до 23 мм, самок — от 17 до 22 мм, яйцеклад самок достигает в длину от 8 до 12 мм. Тело блестяще-чёрное, реже коричневого цвета. Голова шаровидная с тонкими антеннами и тремя светлыми оцеллиями на лбу.

## Экология
Всеяден, но предпочитает растительную пищу. Личинки и имаго питаются листьями и корнями различных травянистых растений. Поедают также мелких наземных животных и их трупы.

### Сигналы
У сверчков хорошо развита акустическая коммуникация. Подавать сигналы способны только половозрелые самцы. Издаваемые сверчками сигналы служат для привлечения самок, для ухаживания за самкой или для отпугивания других самцов.